# Santa Ana Ahuehuepan
Santa Ana Ahuehuepan es una localidad de México localizada en el municipio de Tula de Allende en el estado de Hidalgo.

## Toponimia
Ahuehuepan en náhuatl, Lugar de sabinos.

## Geografía
Se encuentra en la región geográfica del Valle del Mezquital. Se encuentra en el extremo norte del municipio de Tula a una distancia aproximada de ocho kilómetros de la cabecera municipal, la ciudad de Tula de Allende. Se encuentra situada en la rivera derecha del río Tula, donde este ingresa en la presa Endhó. Su principal vía de comunicación es la carretera asfaltada que la une con Tula al sur y al norte con poblaciones como Tepetitlán y Tezontepec.
Le corresponden las coordenadas geográficas 20° 07’ 23.529” de latitud norte y 99° 20’ 48.309” de longitud oeste, con una altitud de 2047 m s. n. m. En cuanto a fisiografía se encuentra en la provincia de la Eje Neovolcánico, dentro de la subprovincia de subprovincia de Llanuras y Sierras de Querétaro e Hidalg; su terreno es de llanura. En lo que respecta a la hidrografía se encuentra posicionado en la región del Pánuco, dentro de la cuenca del rio Moctezuma, en la subcuenca del río Tula. Cuenta con un clima semiseco templado.

## Demografía
En 2020 registró una población de 3590 personas, lo que corresponde al 3.12 % de la población municipal. De los cuales 1741 son hombres y 1849 son mujeres.
| Gráfica de evolución demográfica de Santa Ana Ahuehuepan entre 1900 y 2020                   |
|                                                                                              |
| Población de los censos y conteos del Instituto Nacional de Estadística y Geografía (INEGI). |